# Dan Kellner
Daniel Kellner (Livingston, 16 aprile 1976) è uno schermidore statunitense.

## Palmarès
In carriera ha conseguito i seguenti risultati:
- Giochi Panamericani:

Winnipeg 1999: argento nel fioretto a squadre.
Santo Domingo 2003: oro nel fioretto individuale ed a squadre.